# Elisabeth von Brandenburg (1403–1449)
Elisabeth von Brandenburg (* 1403; † 31. Oktober 1449 in Liegnitz) war eine Prinzessin von Brandenburg und durch Heirat nacheinander Herzogin von Liegnitz und Herzogin von Teschen.

## Leben
Elisabeth war das älteste Kind des späteren Kurfürsten Friedrich I. von Brandenburg (1371–1440) aus dessen Ehe mit Elisabeth von Bayern (1383–1442), der Tochter des Herzogs Friedrich von Bayern-Landshut. Zum Zeitpunkt von Elisabeths Geburt war ihr Vater noch Burggraf von Nürnberg. Elisabeths Brüder waren Friedrich II. und Albrecht Achilles, beide waren Kurfürsten von Brandenburg.
Elisabeth wurde während des Konzils von Konstanz, bei welchem ihr Vater zum Markgrafen und Kurfürsten von Brandenburg erhoben wurde, auf Veranlassung König Sigismunds am 9. April 1418 mit Herzog Ludwig II. von Liegnitz und Brieg (1380/85–1436) verheiratet. Das Verhältnis Ludwigs mit Brandenburg gestaltete sich auf Grund der ehelichen Verbindung sehr freundschaftlich. Aus dieser Ehe überlebten nur zwei Töchter, weshalb Ludwigs Großneffe Johann I., der 1445 Ludwigs und Elisabeths Tochter Hedwig geheiratet hatte, als Herzog von Liegnitz und Brieg folgte. Als Leibgedinge hatte Ludwig, der als einer der reichsten Fürsten seiner Zeit galt, seiner Frau und seinen Töchtern 30.000 rheinische Gulden und 10.000 Schock böhmische Groschen hinterlassen. Als Grablege bestimmte er für sich und seine Gemahlin die von ihm begründete Kartause Passionis Christi bei Liegnitz. Elisabeth regierte nach dem Tod ihres Mannes ihr Wittum Liegnitz und Goldberg. Auch wegen dieser Verbindung erhob König Friedrich II. von Preußen 1740 Ansprüche auf Schlesien.
Elisabeth schloss 1438/9 eine weitere Ehe mit dem deutlich jüngeren Herzog Wenzel I. von Teschen (1413/18–1474). Diese Ehe verlief unglücklich und blieb kinderlos, das Paar lebte schon bald getrennt voneinander. Obwohl Elisabeth durch ihre Wiedervermählung die Herrschaft über ihr Wittum verloren hätte, gelang es ihr trotz des Liegnitzer Lehnstreits über Liegnitz und Goldberg weiter zu regieren.

## Nachkommen
Aus ihrer ersten Ehe mit Ludwig von Liegnitz hatte Elisabeth folgende Kinder:
- Ludwig (1420–1435)
- Elisabeth (1426–1435)
- Magdalena († 1497); ⚭ 1442 Herzog Nikolaus I. von Oppeln (1420–1476)

- Hedwig (1430–1471); ⚭ 1445 Herzog Johann I. von Lüben († 1453)